# Фельцин
Фельцин (пол. Felcyn) — село в Польщі, у гміні Лютоцин Журомінського повіту Мазовецького воєводства.
Населення — 149 осіб (2011).
У 1975-1998 роках село належало до Цехановського воєводства.

## Демографія
Демографічна структура станом на 31 березня 2011 року:
|          | Загалом | Допрацездатний вік | Працездатний вік | Постпрацездатний вік |
| -------- | ------- | ------------------ | ---------------- | -------------------- |
| Чоловіки | 80      | 26                 | 48               | 6                    |
| Жінки    | 69      | 15                 | 39               | 15                   |
| Разом    | 149     | 41                 | 87               | 21                   |